# القلعة السوداء (كعيدنة)

تعديل مصدري - تعديل

القلعة السوداء هي إحدى قرى عزلة سواخ بمديرية كعيدنة التابعة لمحافظة حجة، بلغ تعداد سكانها 106 نسمة حسب تعداد اليمن لعام 2004.